# نجم‌آباد (پاسارگاد)
نجم‌آباد (پاسارگاد)، روستایی از توابع بخش مرکزی شهرستان پاسارگاد در استان فارس ایران است.

## جمعیت
این روستا در دهستان سرپنیران قرار دارد و براساس سرشماری مرکز آمار ایران در سال ۱۳۸۵، جمعیت آن ۵۱ نفر (۱۳خانوار) بوده‌است.